# 沖田村
沖田村（おきたそん）は、岡山県上道郡にあった村。現在の岡山市中区の一部にあたる。

## 地理
旭川の河口右岸に位置していた。
- 海洋：児島湾

## 歴史
- 1889年（明治22年）6月1日、町村制の施行により、上道郡桑野村、沖元村が合併して村制施行し、沖田村が発足[1][2]。旧村名を継承した桑野、沖元の2大字を編成[2]。
- 1952年（昭和27年）4月1日、岡山市に編入され廃止[1][2]。

## 産業
- 漁業[2]